# Pallacanestro ai III Giochi della Lusofonia
Il torneo di pallacanestro ai III Giochi della Lusofonia si è svolto a Goa, nel 2014.

## Medagliere
| Posiz. | Nazione   | Oro | Argento | Bronzo | Totale |
| ------ | --------- | --- | ------- | ------ | ------ |
| 1      | India     | 1   | 0       | 1      | 2      |
| 1      | Mozambico | 1   | 0       | 1      | 2      |
| 3      | Angola    | 0   | 2       | 0      | 2      |
| Totale | Totale    | 2   | 2       | 2      | 6      |